# Cáncridas
Las Cáncridas o Delta Cáncridas, son una lluvia de meteoros menor que ocurre cada año entre finales de diciembre y principios de enero. Su pico de actividad se sitúa entre el 2 y el 4 de enero, y su radiante se encuentra en la constelación de Cáncer.

## Historia
Las Cáncridas fueron observadas por primera vez en el siglo XX y son consideradas una lluvia poco activa y difícil de detectar sin condiciones óptimas. No deben confundirse con otras lluvias como las Cuadrántidas, que ocurren casi en la misma fecha pero son mucho más intensas.

## Características
- Periodo de actividad: del 28 de diciembre al 6 de enero
- Máximo: 2–4 de enero
- THZ (Tasa Horaria Cenital): 4–5 meteoros/hora
- Velocidad: 28 km/s (meteoros lentos)
- Radiante: cercano a la estrella Acubens, en Cáncer

## Origen
El objeto progenitor de las Cáncridas es incierto. Algunos astrónomos sugieren que podría estar relacionado con restos de un cometa extinto o un Objeto próximo a la Tierra (NEO). Su baja actividad dificulta la identificación de su fuente exacta.

## Observación
Las Cáncridas son meteoros lentos y tenues. Su observación requiere cielos oscuros y sin luna, y se ven mejor desde el hemisferio norte durante las primeras horas de la madrugada, cuando Cáncer está más alto en el cielo.